# Educació mèdica

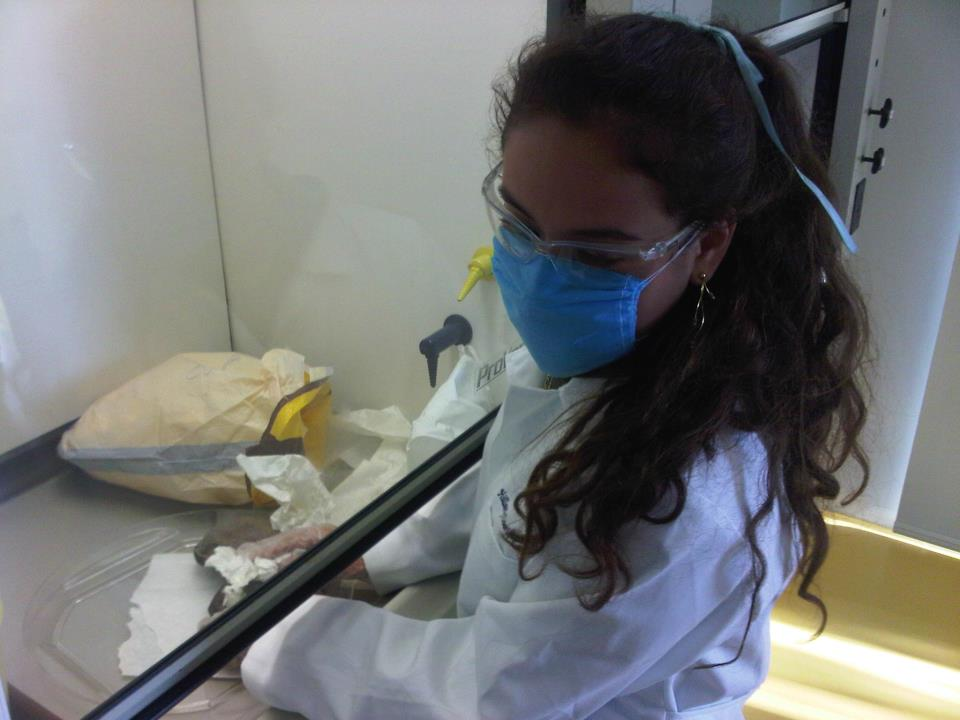
Estudiant de medicina en un laboratori de l'Institut Tecnològic i d'Estudis Superiors de Monterrey.

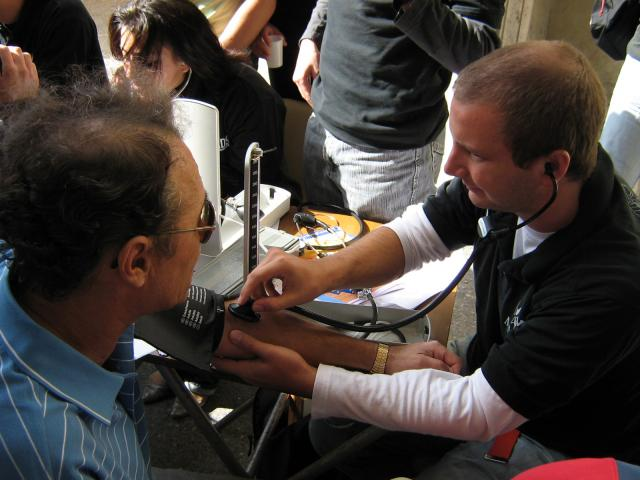
Estudiant de medicina prenent-se la pressió arterial durant una campanya de sensibilització.

L'educació mèdica és la formació professional en medicina, incloent-hi la formació inicial per convertir-se en metge (és a dir, els estudis i pràctiques a una facultat) i la formació addicional posterior (per exemple, residència, beca, i formació mèdica contínua).
L'educació i la formació mèdica varien considerablement arreu del món. En l'educació mèdica, que és una àrea activa de recerca educativa, s'han utilitzat diverses metodologies d'ensenyament.
L'educació mèdica és també el camp acadèmic didàctic de la formació de metges a tots els nivells, incloent-hi la formació mèdica inicial, de postgrau i contínua. Cal complir uns requisits específics, com ara activitats professionals de confiança, abans de continuar amb les etapes de l'educació mèdica.

## Tècniques comunes i base d'evidències
L'educació mèdica aplica teories de la pedagogia específicament en el context de l'educació mèdica. L'educació mèdica ha estat líder en el camp de l'educació basada en l'evidència, mitjançant el desenvolupament de síntesis d'evidència com la col·lecció Best Evidence Medical Education, formada el 1999, que tenia com a objectiu "passar de l'educació basada en l'opinió a l'educació basada en l'evidència". Les tècniques comunes basades en l'evidència inclouen l'examen clínic (conegut comunament com a "OSCE", de l'anglès Objective structured clinical examination) per avaluar les habilitats clíniques i avaluacions fiables basades en llistes de control per determinar el desenvolupament d'habilitats toves com ara el professionalisme. Tanmateix, hi ha una persistència de mètodes d'instrucció ineficaços en l'educació mèdica, com ara l'adaptació dels estils cognitius d'ensenyament i el "Con d'aprenentatge" d'Edgar Dales.

## Educació de nivell inicial

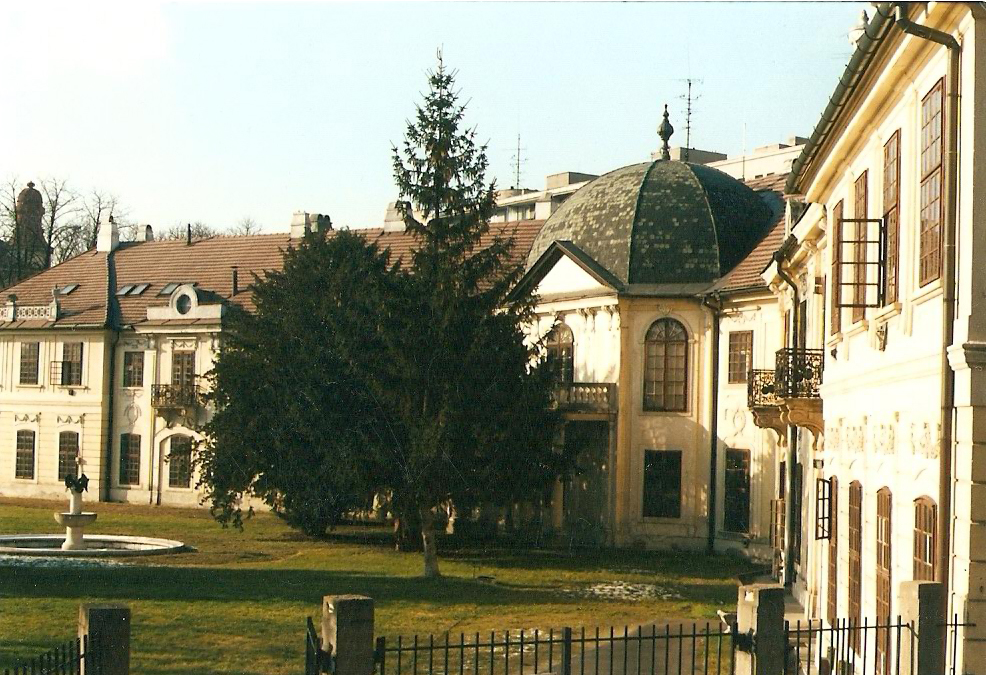
Facultat de Medicina (Universitat Comenius de Bratislava), Eslovàquia.

Els programes d'educació mèdica de nivell inicial són cursos de grau o llicenciatura que es fan en una facultat de medicina.
Tradicionalment, la formació mèdica inicial es divideix en estudis preclínics i clínics. Els estudis preclínics consisteixen en les ciències bàsiques com anatomia, fisiologia, bioquímica, farmacologia, patologia i microbiologia. Per altra banda, els estudis clínics inclouen la docència en les diverses àrees de la medicina clínica com ara medicina interna, pediatria, obstetrícia i ginecologia, psiquiatria, medicina general i cirurgia. Alguns models integren un tercer pilar de l'educació mèdica, anomenat ciència dels sistemes sanitaris; una plataforma i un marc fonamentals per a l'estudi i la comprensió de com es presta l'atenció sanitària, com els professionals de la salut treballen junts per proporcionar aquesta atenció i com el sistema sanitari pot millorar l'atenció al pacient i la prestació d'atenció sanitària.
L'Associació de Facultats de Medicina Americanes (AAMC) recomana tretze activitats professionals confiables (EPA, Entrustable Professional Activities) que els estudiants de medicina haurien de dur a terme abans de començar un programa de residència. Els EPA es basen en les competències bàsiques integrades desenvolupades al llarg de la formació de la facultat de medicina. Cada EPA enumera la seva característica clau, les competències associades i els comportaments observats necessaris per a la realització d'aquesta activitat. Els estudiants progressen a través de nivells de comprensió i capacitat, desenvolupant-se amb una necessitat decreixent de supervisió directa. Finalment, els estudiants haurien de ser capaços de realitzar cada activitat de manera independent, i només necessitar ajuda en situacions de complexitat única o poc comuna.
La llista de temes que tracten les EPA inclou:
1. Habilitats d'història i examen físic
2. Diagnòstic diferencial
3. Proves diagnòstiques i de cribratge
4. Ordres i receptes
5. Documentació de la consulta amb el pacient
6. Presentacions orals de les trobades amb pacients
7. Qüestionament clínic/ús de l'evidència
8. Transferències/transicions d'atenció de pacients
9. Treball en equip
10. Atenció urgent/d'emergència
11. Consentiment informat
12. Procediments
13. Seguretat i millora

## Educació de postgrau

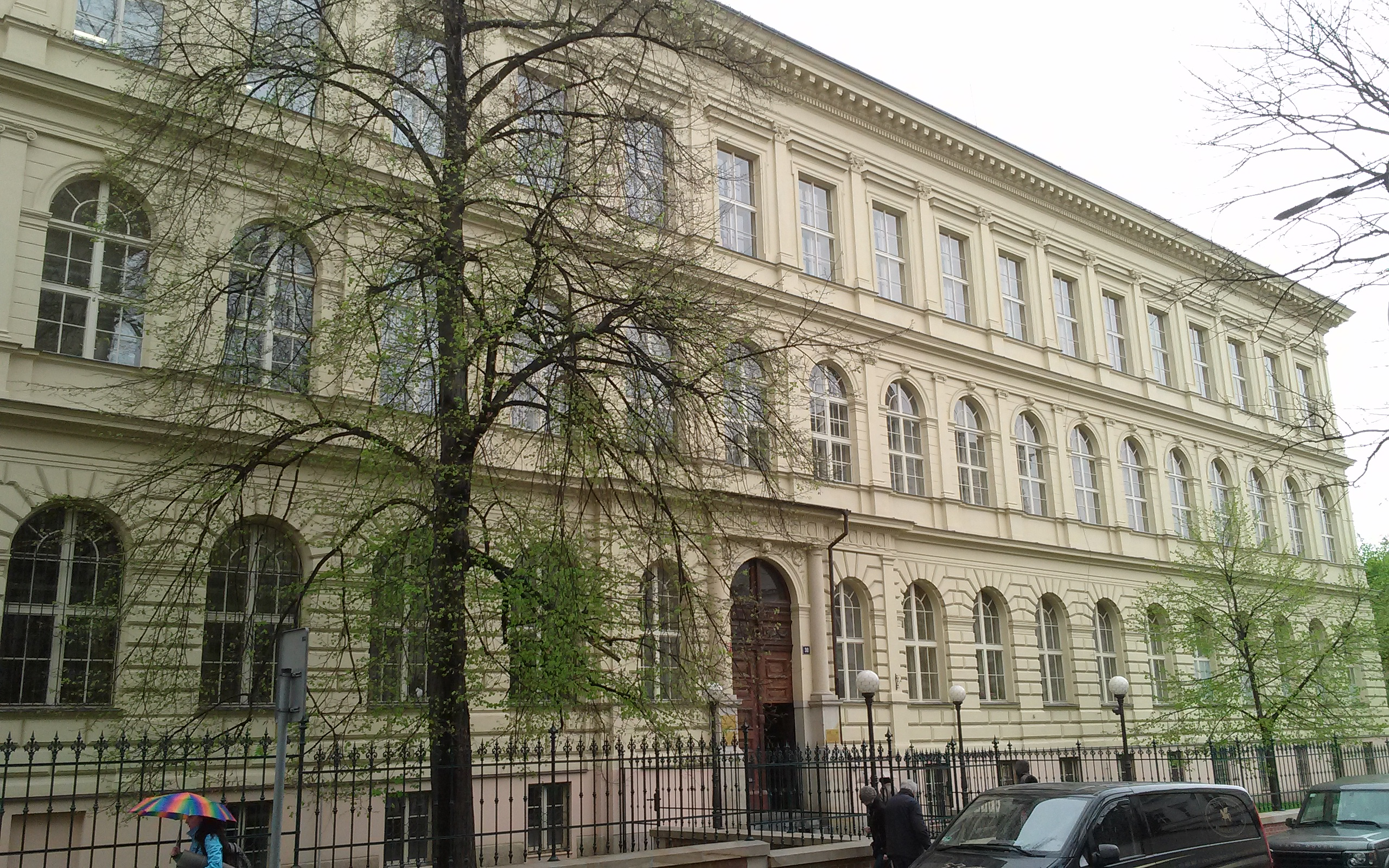
Oficina dels degans de la Primera Facultat de Medicina de la Universitat Carolina de Praga.

Després de completar la formació de nivell inicial, els metges recentment graduats sovint han de fer un període de pràctica supervisada abans que se'ls concedeixi el registre complet; això sol ser d'un any de durada i es pot anomenar "pràctiques", "registre provisional" o "residència".
Es pot cursar formació addicional en un camp específic de la medicina. Als Estats Units, la formació especialitzada addicional, completada després de la residència, es coneix com a "beca". En algunes jurisdiccions, això es comença immediatament després de completar la formació de nivell inicial, mentre que altres jurisdiccions exigeixen que els metges joves facin una formació generalista durant diversos anys abans de començar l'especialització.
La teoria de l'educació és una part cada cop més integral de la formació mèdica de postgrau. Les qualificacions formals en educació també s'estan convertint en la norma per als educadors mèdics, de manera que hi ha hagut un ràpid augment en el nombre de programes de postgrau disponibles en educació mèdica.

## Formació mèdica contínua
A la majoria de països, els cursos de formació mèdica contínua són obligatoris per a la llicència continuada. Els requisits varien segons l'estat i el país. Els metges sovint assisteixen a conferències específiques, simposis, i activitats de millora del rendiment per tal de complir els seus requisits. A més, els metges opten cada cop més per cursar estudis de postgrau en l'àmbit formal de l'educació mèdica com a via per al desenvolupament professional continu.

## Aprenentatge en línia
L'educació mèdica utilitza cada cop més l'ensenyament en línia, generalment dins de sistemes de gestió de l'aprenentatge o entorns d'aprenentatge virtuals. A més, diverses facultats de medicina han incorporat l'ús de l'aprenentatge combinat, amb exercicis virtuals i presencials.
Les àrees de recerca en educació mèdica en línia inclouen aplicacions pràctiques, englobades en el que es coneix com telemedicina, com ara pacients simulats i registres mèdics virtuals. En comparació amb la no intervenció, la simulació en la formació en educació mèdica s'associa amb efectes positius en els coneixements, les habilitats i els comportaments i efectes moderats en els resultats dels pacients. Tot i això, les dades sobre l'efectivitat de l'aprenentatge en línia en comparació amb les classes magistrals tradicionals són inconsistents. A més, els estudis que utilitzen tecnologia de visualització moderna (és a dir, realitat virtual i augmentada) han demostrat un gran potencial com a mitjà per complementar el contingut de les lliçons en educació fisiològica i anatòmica.
Amb l'ús de la telemedicina, els estudiants aprenen a interactuar i tractar pacients en línia, una habilitat cada cop més important en l'educació mèdica. Els estudiants són avaluats en funció de la professionalitat, la comunicació, la recopilació d'historials mèdics, l'examen físic i la capacitat de prendre decisions compartides amb el pacient en la simulació.

## Normes i valors
A més de formar individus en la pràctica de la medicina, l'educació mèdica influeix en les normes i els valors dels seus participants (pacients, famílies, etc.). Això es produeix mitjançant una formació explícita en ètica mèdica o, de manera encoberta, a través d'un "currículum ocult", és a dir, un conjunt de normes i valors que els estudiants troben implícitament, però que no s'ensenyen formalment. Tot i que els cursos d'ètica formals són un requisit en escoles com les acreditades per l'LCME, les llacunes entre aquests cursos i el "currículum ocult" al llarg de l'educació mèdica es plantegen amb freqüència com a qüestions que contribueixen a la cultura de la medicina.
Els objectius de la formació en ètica mèdica són donar als metges la capacitat de reconèixer les qüestions ètiques, raonar-hi moralment i legalment a l'hora de prendre decisions clíniques i ser capaços d'interactuar per obtenir la informació necessària per fer-ho. El requisit de "professionalitat" es pot utilitzar addicionalment com a arma contra els estudiants en pràctiques, i les queixes sobre ètica i seguretat es poden qualificar de poc professionals.
Un estudi recent mostra que el currículum ocult pot ser una causa de reducció de l'empatia dels estudiants de medicina a mesura que progressen al llarg de la facultat de medicina.

## Integració amb la política sanitària
Com a professionals mèdics implicats en l'àmbit de l'atenció sanitària (és a dir, entitats que participen íntegrament en el sistema sanitari i que estan afectades per la reforma), la pràctica de la medicina (és a dir, el diagnòstic, el tractament i el seguiment de malalties) es veu afectada directament pels canvis continus en la política i l'economia sanitàries, tant nacionals com locals.
Hi ha una creixent demanda perquè els programes de formació de professionals de la salut no només adoptin una educació en polítiques sanitàries i una formació en lideratge més rigoroses, sinó que també apliquin una perspectiva més àmplia al concepte d'ensenyament i implementació de polítiques sanitàries a través de l'equitat sanitària i les disparitats socials que afecten en gran manera la salut i els resultats dels pacients. L'augment de les taxes de mortalitat i morbiditat es produeix des del naixement fins als 75 anys, atribuït a l'atenció mèdica (accés a assegurances, qualitat de l'atenció), comportament individual (tabac, dieta, exercici, drogues, comportament de risc), factors socioeconòmics i demogràfics (pobresa, desigualtat, disparitats racials, segregació) i entorn físic (habitatge, educació, transport, planificació urbana). El sistema d'atenció sanitària d'un país reflecteix els "valors, toleràncies, expectatives i cultures subjacents de les societats a les quals serveix", i els professionals mèdics es troben en una posició única per influir en l'opinió i les polítiques dels pacients, els administradors sanitaris i els legisladors.
Tanmateix, les limitacions per implementar cursos de política sanitària inclouen principalment les restriccions de temps percebudes a causa dels conflictes d'horaris, la necessitat d'un equip de professors interdisciplinari i la manca de recerca/finançament per determinar quin disseny curricular s'adapta millor als objectius del programa. En un estudi pilot es va observar resistència per part dels directors del programa, que no veien la rellevància del curs optatiu i que estaven limitats pels requisits de formació del programa, per conflictes d'horaris i temps insuficient per a activitats no clíniques. Però, en el cas dels estudiants d'un estudi de la facultat de medicina, aquells que van rebre un currículum d'alta intensitat (enfront dels que van rebre un de baixa intensitat) tenien "de tres a quatre vegades més probabilitats de percebre's com a adequadament formats en components dels sistemes d'atenció mèdica". A més, la contractació i la retenció d'un conjunt divers d'instructors multidisciplinaris i experts en polítiques o economia amb prou coneixements i formació pot ser limitada en programes comunitaris o escoles sense departaments de política sanitària o salut pública o programes de postgrau. Els remeis poden incloure cursos en línia, programes Erasmus, o pràctiques externes dedicades, però també tenen restriccions interactives, de cost i de temps. Malgrat aquestes limitacions, s'han iniciat diversos programes tant a les facultats de medicina com a la formació en residències.

### Educació mèdica com a camp didàctic

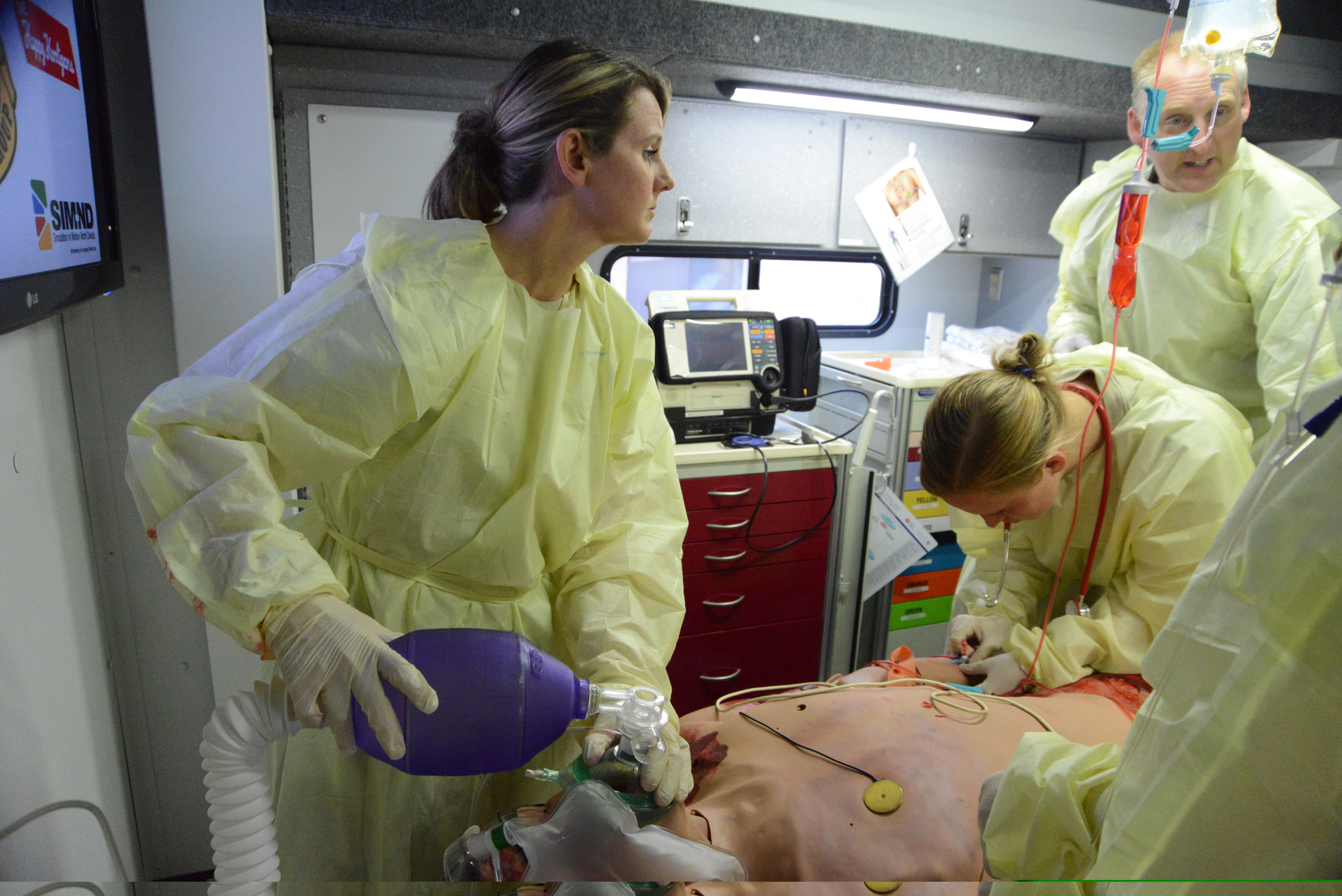
Base de la Guàrdia Nacional Aèria aplicant un entrenament mitjançant una simulació mèdica.

L'educació mèdica és també el camp didàctic de la formació de metges a tots els nivells, aplicant teories de pedagogia en el context mèdic. Els plans d'estudis de medicina varien entre les facultats de medicina i estan en constant evolució en resposta a les necessitats dels estudiants de medicina, així com als recursos disponibles. Per aquest propòsit, les facultats de medicina utilitzen diverses formes d'aprenentatge basat en problemes, aprenentatge basat en equips i simulació.
Els exàmens clínics s'utilitzen àmpliament com a forma d'avaluar les habilitats clíniques dels estudiants de ciències de la salut en un entorn controlat. Tot i que s'utilitzen en programes d'educació mèdica a tot el món, la metodologia d'avaluació pot variar. Per això, s'han proposat models per estandarditzar l'avaluació.

### Laboratori forense

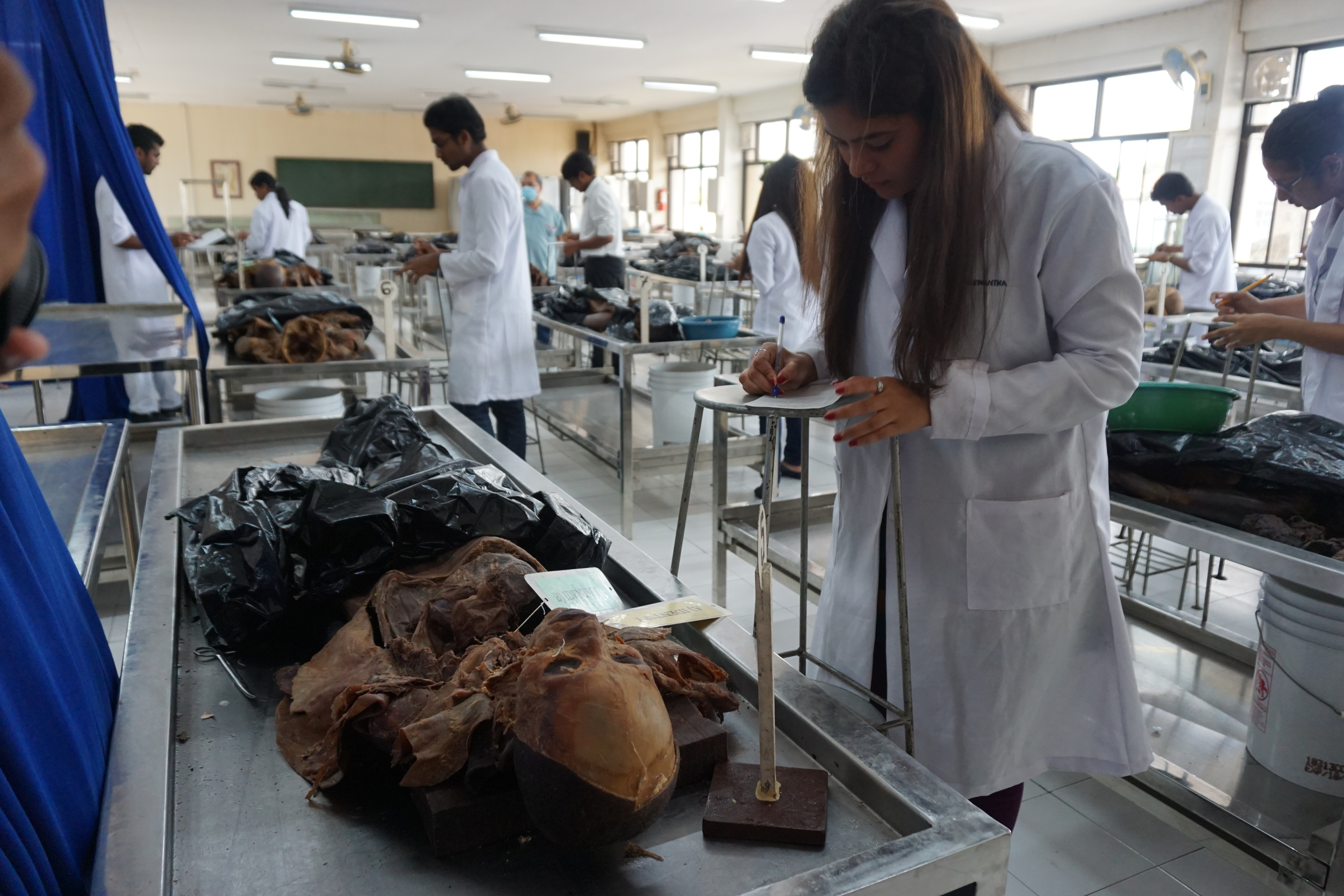
Una estudiant de medicina descriu els punts de referència anatòmics d'un cadàver humà.

Les facultats de medicina i els programes de residència quirúrgica poden utilitzar cadàvers per identificar l'anatomia, estudiar la patologia, realitzar procediments, correlacionar les troballes radiològiques i identificar les causes de la mort. Amb la integració de la tecnologia, la dissecció tradicional de cadàvers ha estat debatuda pel que fa a la seva eficàcia en l'educació mèdica, però continua sent un component important del currículum mèdic arreu del món. Els cursos didàctics de dissecció de cadàvers els ofereixen habitualment anatomistes, científics forenses i metges certificats amb experiència en la matèria.